# Phagnalon saxatile
Phagnalon saxatile là một loài thực vật có hoa trong họ Cúc. Loài này được (L.) Cass. miêu tả khoa học đầu tiên năm 1819.